# Carabobo

Carabobos läge i Venezuela

Carabobos flagga

Carabobo är en av Venezuelas delstater och är belägen i den norra delen av landet med kust mot Karibiska havet. Den har 2 226 982 invånare (2007) på en landyta av 4 369 km² (4 650 km² inklusive vattenareal). Med sina 510 invånare/km² är den landets mest tätbefolkade delstat, om man räknar bort Caracas som är ett huvudstadsdistrikt och ingen delstat. 
Valencia är administrativ huvudort och andra större städer är Guacara, Los Guayos, Mariara, Naguanagua, Puerto Cabello och Tocuyito. Venezuelas näst största insjö, Valenciasjön, är till största delen belägen inom delstaten. 
I slaget om Carabobo, den 24 juni 1821, vann Simón Bolívars trupper en avgörande seger mot rojalisterna i kampen för Venezuelas självständighet.

## Administrativ indelning
Delstaten består av 14 kommuner, municipios, som vidare är indelade i 38 socknar, parroquias. Av dessa är 29 klassificerade som tätortssocknar och 9 som glesbygdssocknar.
| Kommun         | Centralort     | Befolkning | Area (km²) | Befolkningstäthet (inv/km²) | Parroquias |
| -------------- | -------------- | ---------- | ---------- | --------------------------- | --- |
| Bejuma         | Bejuma         | 46 041     | 469        | 98,17                       | Bejuma, Canoabo, Simón Bolívar                                                                                |
| Carlos Arvelo  | Güigüe         | 149 313    | 835        | 178,82                      | Güigüe, Belén, Tacarigua                                                                                      |
| Diego Ibarra   | Mariara        | 111 938    | 79         | 1416,94                     | Aguas Calientes, Mariara                                                                                      |
| Guacara        | Guacara        | 174 868    | 165        | 1059,81                     | Guacara, Yagua, Ciudad Alianza                                                                                |
| Juan José Mora | Morón          | 66 269     | 453        | 146,29                      | Morón, Urama                                                                                                  |
| Libertador     | Tocuyito       | 178 904    | 558        | 320,62                      | Tocuyito, Independencia                                                                                       |
| Los Guayos     | Los Guayos     | 161 341    | 73         | 2210,15                     | Los Guayos |
| Miranda        | Miranda        | 28 135     | 161        | 174,75                      | Miranda |
| Montalbán      | Montalbán      | 24 154     | 107        | 225,74                      | Montalbán |
| Naguanagua     | Naguanagua     | 144 308    | 188        | 767,70                      | Naguanagua |
| Puerto Cabello | Puerto Cabello | 196 942    | 729        | 270,15                      | Bartolomé Salón, Democracia, Fraternidad, Goaigoaza, Juan José Flores, Unión, Borburata, Patanemo             |
| San Diego      | San Diego      | 77 154     | 106        | 727,87                      | San Diego |
| San Joaquín    | San Joaquín    | 62 777     | 127        | 494,31                      | San Joaquín                                                                                                   |
| Valencia       | Valencia       | 839 926    | 623        | 1348,2                      | Candelaria, Catedral, El Socorro, Miguel Peña, Rafael Urdaneta, San Blas, San José, Santa Rosa, Negro Primero |